# Dogtooth (singolo)
Dogtooth è un singolo del rapper statunitense Tyler, the Creator, pubblicato il 27 marzo 2023 come primo estratto dalla riedizione del sesto album Call Me If You Get Lost: The Estate Sale. La canzone presenta ad-libs aggiuntive da parte del rapper statunitense DJ Drama.

## Descrizione
Il 27 marzo 2023 Tyler ha scritto su Twitter che il suo album del 2021 Call Me If You Get Lost avrebbe dovuto includere molte canzoni che non sono state poi incluse nel progetto. Dogtooth è stato pubblicato lo stesso giorno, come singolo principale per la versione deluxe di Call Me If You Get Lost.

## Tracce
Testi e musiche di Tyler Okonma.
1. Dogtooth – 2:41

## Video musicale
Il video, diretto dallo stesso Tyler, è stato reso disponibile in concomitanza con il lancio del singolo attraverso il canale YouTube del rapper. È stato descritto da The Fader come avente un tema "Wes Anderson incontra Billionaire Boys Club". Nel video, Tyler mette in mostra uno stile opulento e sofisticato, visto che porta a spasso cani costosi, impiega una gru per demolire diversi veicoli Rolls-Royce ed esegue acrobazie alla guida.

## Formazione
Hanno partecipato alle registrazioni, secondo Tidal:
- Tyler Okonma – produzione, registrazione
- Zachary Acosta – assistenza all'ingegneria del suono
- Mike Bozzi – mastering
- NealHPogue – missaggio

## Classifiche
| Classifica (2023) | Posizione massima |
| ----------------- | ----------------- |
| Australia         | 39                |
| Canada            | 73                |
| Irlanda           | 38                |
| Lituania          | 30                |
| Nuova Zelanda     | 35                |
| Regno Unito       | 39                |
| Stati Uniti       | 33                |
| Svezia            | 16                |